# Мариано Латоре
Мариано Латоре (на испански: Mariano Latorre) е чилийски писател на произведения в жанра съвременен латино роман.

## Биография и творчество
Лаутаро Мариано Латоре Курт е роден на 4 януари 1886 г. в Кобкекура, Чили. Син на испанеца Мариано де ла Торе Санделис и родената във Франция Фернандина Курт. Има баски произход. В детството си отраства в различни градове – Конститусион, Валпараисо, Сантяго де Чили, Парал и Талка. В Талка, заедно с приятеля си Фернандо Сантиван, пише първата си статия за списанието „Луз и Сомбра“, а после и за „Ла Актуалидад“, „Ла Либердад“ и „Зиг-Заг“.
След смъртта на баща си учи право в Университета на Чили в Сантяго де Чили, а после от 1908 г. латински, испански език и литература в Педагогическия институт. През 1915 г. започва работа в Педагогическия институт като преподавател по испански, където работи до 1949 г. Пътува до Перу, Колумбия, Аржентина, и Боливия, за да чете лекции по литература.
Латоре пише голям брой разкази за Чили и за неговите жители. Той е един от най-влиятелните представители на „креолизма“, духовният поток от Южна Америка, който се опитва да представи синтеза на индийските и европейските влияния с елементите на независимата Южно-американска култура.
През 1912 г. той публикува първата си книга „Cuentos del Maule“.
През 1936 г. е удостоен с наградата на Сантяго, а през 1944 г. е удостоен е с Чилийската национална награда за литература. През 1954 г. влиза в Залата на славата на Университета на Чили.
Мариано Латоре умира на 10 ноември 1955 г. в Сантяго де Чили.

## Произведения
основни произведения на писателя
- Cuentos del Maule (1912)
- Cuna de Cóndores (1918)
- Zurzulita (1920)
- Ully (1923)
- Chilenos del Mar (1929)
- On Panta (1935)
- Hombres y Zorros (1937)
- La Literatura de Chile (1941)
- Mapu (1942)
- Viento de Mallines (1944)
- El Choroy de Oro (1946)
- Chile, País de Rincones (1947)
- El Caracol (1952)
- La Paquera (1958)
- La Isla de los Pájaros (1959)
- Memorias y otras confidencias (1971)

В България е известен с разказа си „Лоцманът Ойарсо“ в сборника „Латиноамерикански морски новели“.